# Hungarikum (könyvtártudomány)

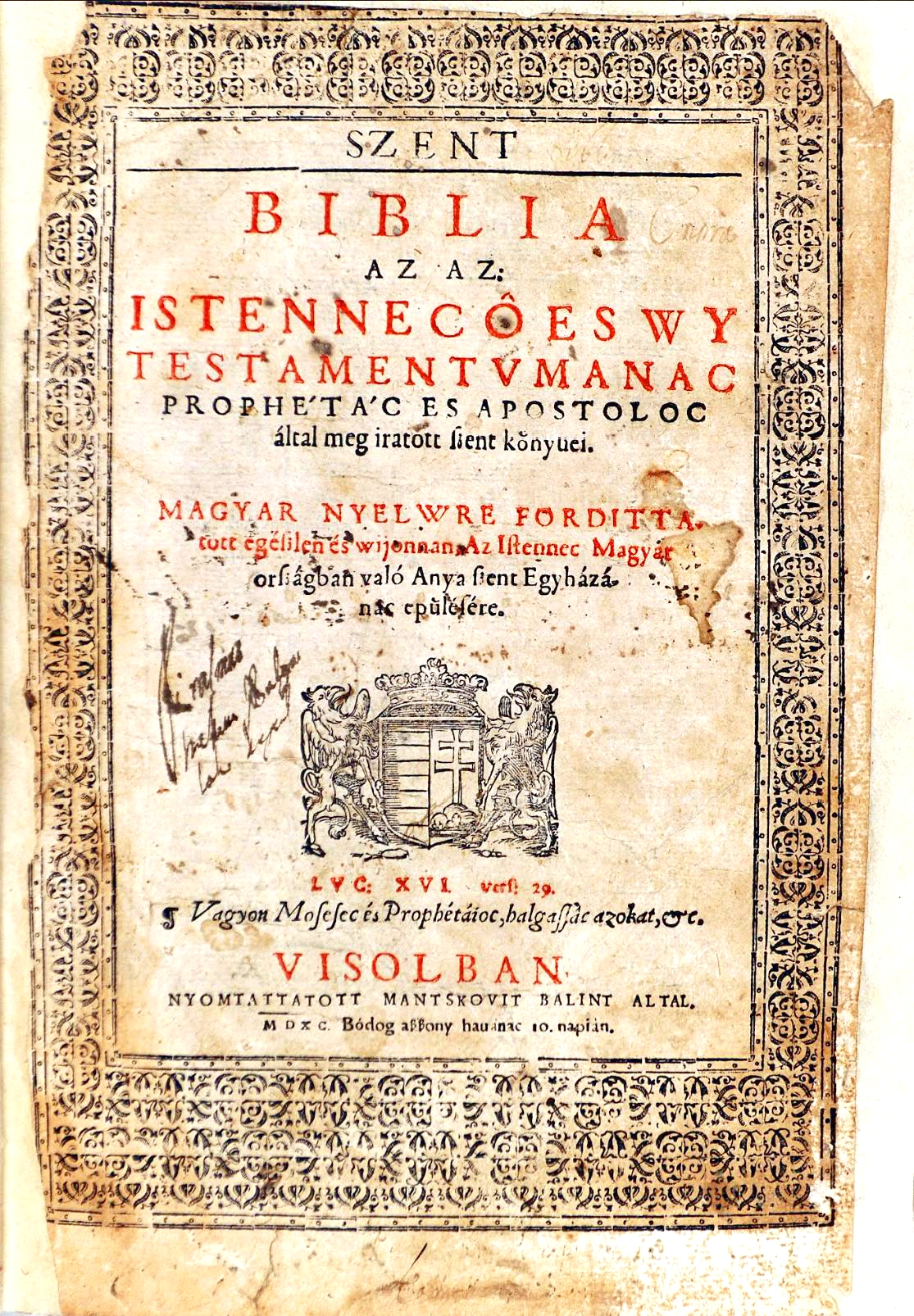
A vizsolyi biblia

A hungarikum szót a könyvtárügyben hosszú évtizedek óta használják bizonyos dokumentumok tekintetében. A  könyvtári gyűjtőkörbe tartozó hungarikumok (könyvtári hungarikumok) a magyar kulturális örökség részét képezik.

## Fogalma
A muzeális intézményekről, a nyilvános könyvtári ellátásról és a közművelődésről szóló 1997. évi CXL. törvény értelmében 

„Hungarikum: a Magyarország mindenkori területén megjelent minden, továbbá a külföldön magyar nyelven, magyar szerzőtől, illetőleg magyar vonatkozású tartalommal keletkezett valamennyi dokumentum, függetlenül attól, hogy nyilvánosságra hozták-e vagy sem.”

A nemzeti értékekről és hungarikumokról szóló 2012. évi törvény kifejezetten kimondja, hogy a hatálya nem érinti  a muzeális intézményekről, a nyilvános könyvtári ellátásról és a közművelődésről szóló 1997. évi CXL. törvény által hungarikumnak minősülő értékeket.
A hungarikumok könyvtártudományi fogalma tehát továbbra is él. Előfordulhat, hogy egy dokumentum mind könyvtárügyi szempontból, mind a hungarikumokról szóló törvény értelmében hungarikumnak minősül. Így pl. Vizsolyi biblia, amely könyvtári hungarikum, ám ezen értelmén túl a 2012. évi XXX. törvény szerint is hungarikum lett 2015 januárjában.
Az Országos Széchényi Könyvtár mint nemzeti könyvtár az összes írott hungarikumot gyűjti.

## A hungarikumok felosztása
Hungarikumnak tekintjük azokat a dokumentumokat, amelyek
- Magyarország mindenkori területén bármely nyelven jelentek meg (területi hungarikum),
- Magyarország mindenkori területén kívül magyar nyelven jelentek meg (nyelvi hungarikum),
- magyar illetve magyarországi szerzőtől bárhol, bármilyen nyelven jelentek meg (patrisztikai hungarikum),
- tartalmukban magyar, illetve magyarországi vonatkozásúak (tartalmi patriotikum).[4]

Magyarország mindenkori területe alatt értendő
- Magyarország és Erdély 1918-ig (Horvátország és Szlavónia nélkül).
- Pozsega, Verőce és Szerém vármegyék 1868-ig.
- Fiume 1779-1918 között.
- az 1919 után kialakult magyar állam területe, figyelembe véve az 1938 és 1941 között bekövetkezett határváltoztatásokat.[4]

Más felosztás szerint a könyvtári hungarikum lehet:
- területi hungarikum: Magyarország mindenkori közigazgatási területén előállított irodalom;
- nyelvi hungarikum: a világon bárhol előállított, részben vagy egészében magyar nyelvű dokumentumok;
- személyi hungarikum: bárhol, bármilyen nyelven megjelent dokumentum, amelyet magyar, magyar származású vagy Magyarországon tevékenykedő szerző alkotott;
- tartalmi hungarikum: bárhol, bármilyen nyelven, bármilyen származású szerző írta, de tartalmában Magyarországra, vagy magyar személyre vonatkozik.
- „szigorú” hungarikum: minden, 1711 előtt magyar nyelven írott mű

## Hungarikumok az Országos Széchényi Könyvtárban
Az 1997. évi CXL. törvény  a nyilvános könyvtári ellátás rendszerének működtetését és fejlesztését segítő központi szolgáltatások közé sorolja a következőket: a Magyarországon keletkezett kiadványok kötelespéldány-szolgáltatáson alapuló teljes körű gyűjtése, egyéb, Magyarországon keletkezett dokumentumok, valamint a külföldi hungarikumok gyűjtése, továbbá mindezek megőrzése, bibliográfiai számbavétele és rendelkezésre bocsátása, továbbá a kötelespéldányok elosztása,
A törvény – az 55. § -ában foglaltakon túl –  a nemzeti könyvtár alapfeladatai közé sorolja a következőket:
- a) a Magyarországon keletkezett kiadványok kötelespéldány-szolgáltatásra alapozott gyűjtése, megőrzése, szétosztása,
- b) a külföldön megjelent hungarikumok teljességre törekvő gyűjtése, feltárása, megőrzése,
- c) a kiadványnak nem minősülő hungarikumok gyűjtése, feltárása, megőrzése.[6]

## A könyvtári hungarikumok gyűjtésének története
" A hungarikumok regisztrálásának hosszú és szerteágazó története 1711-ben kezdődött, amikor a magyarországi szerzők munkáit Czvittinger Dávid regisztrálta Specimen Hungariae literatae címmel Frankfurtban és Leipzigben megjelent latin nyelvű személyi bibliográfiájában. Már magyar nyelven jelent meg Sándor István Magyar könyvesház című könyvészete 1803-ban Győrben, amely nemzeti irodalmunk első átfogó számbavétele.
A nyomtatott hungarikumok tudományos igényű bibliográfiai munkálatai a 19. század második felében indultak meg. Kezdetekben az egyéni kezdeményezés jellemezte a tevékenységet (Szinnyei József, Szabó Károly, Petrik Géza, Kiszlingstein Sándor, Hellebrant Árpád, Apponyi Sándor munkássága) a Magyar Tudományos Akadémia, valamint a Magyar Könyvkereskedők Egyesülete támogatásával. A 20. század első felétől ez intézményes formában az Országos Széchényi Könyvtár keretei között folyik, a régi nyomtatványok tekintetében együttműködve a Magyar Tudományos Akadémiával. A megjelent retrospektív ciklusok – a dokumentumtípusok, a nyelv és a terület vonatkozásában eltérő gyűjtőkörrel és leírási részletességgel – az 1473–1960 közötti időszakra vonatkozóan évkihagyás nélkül regisztrálják a hungarikum dokumentumokat.
1961-től 2001-ig a nyomtatott kurrens Magyar Nemzeti Bibliográfia rendszerébe tartozó kiadványok vették számba a különféle dokumentumtípusokat."
A Magyar Nemzeti Bibliográfia kurrens anyaga 2002-től e-folyóiratként érhető el. A hungarikumok korszerű retrospektív bibliográfiáinak létrehozása érdekében az OSZK új adatbázisokat épít.